# Dogma
Dogma — вірменська метал-група з Єревану, грає в стилях фолк-метал, прогресивний метал та фольк-рок.

## Біографія
Групу створили в кінці 2007 року два колишні музиканти популярної вірменської метал-групи MDP — гітарист Ено Григорян та бас-гітарист Вартан Григорян. До них приєднується до того часу невідома вокалістка Зара, а 3 січня 2008 року — відомий у Вірменії ударник Деренік Вардумян. 5 січня 2008 року відбувся перший виступ групи в одному з театрів Єревана, на який були запрошені лише музиканти, журналісти та друзі учасників групи. Концерт пройшов при повному аншлагу. У тому-ж році група бере участь в 5-и місцевих та двох міжнародних рок-фестивалях. 
У січні 2009-го група з концертом відзначила свій однорічний ювілей, провела гастролі Європою, і почала роботу над першим студійним альбомом, який вийшов в грудні 2009 року, названий «Ethnic-Methnic». 
У серпні 2011 року група брала участь у міжнародному музичному фестивалі Yerevan Summer Music Festival 2011, а в кінці травня 2012 року брала участь у міжнародному рок-фестивалі «Wave Gothic Treffen» у Лейпцигу.
У 2012 році гурт «Dogma» взяв участь у відомому німецькому фестивалі «Wave-Gotik-Treffen» і виступила з сольним концертом у центральному театрі Лейпцига.
25 лютого 2012 року під керівництвом відомого композитора та новатора Тодда Маковера «Dogma» стала частиною «А до А. Світова прем'єра мюзиклу «Світ гармонії», що представляє 4 твори, написані вірменськими дітьми Вірменії та США через музичну програму «Highperscore».
29 вересня 2012 року «Dogma» виступив, як запрошений гурт на всесвітньо відомому мототрюковому шоу "Red Bull X-fighters Jams".
У 2015 році гурт «Dogma» став лауреатом премії «Phoenix Caucasian Music Award», що проходила в Тбілісі, в номінаціях «За розвиток музики /Меланхолія/» та «Краще відео /Ренесанс/».
У 2018 році гурт виступав з концертами в Польщі та брав участь у міжнародному культурному фестивалі «Wschod Kultury».
10 травня 2022 року гурт випустив кліп на пісню "Father I Have Sinned".
27 вересня 2024 року гурт випустив пародійний відеокліп на пісню "Like A Prayer"

## Музиканти
- Зара Геворкян — ведуча вокалістка
- Ено Григорян — гітара, автор пісень
- Вартан Григорян — бас, продюсер групи
- Деренік Вардумян — ударні

## Дискографія
- «Ethnic-Methnic» — 2009
- «Dogma» — 2023